# August von Berlepsch
August von Berlepsch, de son nom complet August Sittich Eugen Heinrich Freiherr von Berlepsch, né le 28 juin 1815 à Seebach près de Mühlhausen et mort le 17 septembre 1877 à Munich, est un apiculteur prussien, inventeur du cadre de ruche amovible et auteur de nombreuses monographies sur cette activité.

## Biographie
Issu de la famille noble von Berlepsch, Berlepsch étudie d'abord le droit, la philosophie et la théologie aux universités de Gotha, Halle, Bonn et Leipzig. 
De 1836 à 1838, il travaille comme juriste à Mühlausen, puis s'installe à Munich à des fins d'étude. 
Il y élève plusieurs colonies d'abeilles en tant qu'apiculteur de la ville et observe leur comportement d'essaimage. Il conduit une centaine de colonies dans des ruches faites de paniers de paille. 
En 1858, Berlepsch s'installe à Gotha et se consacre entièrement à l'étude des abeilles.
Mort en 1877 à Munich, il est inhumé dans l'ancien cimetière du Sud de cette ville.

## Ses apports à l'apiculture
Pour Berlepsch, la théorie et la pratique de l'apiculture sont indissociables. Il encourage la création de ruchers-écoles et promeut la rentabilité de l'apiculture itinérante. 

### Le cadre de ruche (1853)
Son principal apport est l'invention du cadre de ruche amovible rectangulaire, qui est encore utilisé dans l'apiculture moderne, supplantant alors les cadres de Jan Dzierżon à tiges rondes. Il fait cette invention en 1853, indépendamment des recherches de Lorenzo Langstroth. 
Ce cadre a l'avantage de pouvoir être retiré et réinstallé sans détruire la structure globale de la ruche (voir aussi la distance entre les abeilles (de)). Cela permet de travailler sur la ruche de manière sélective à des fins de contrôle et d'extraire mécaniquement le miel. 
Berlepsch crée une ruche prototype composée de 30 cadres sur trois étages afin d'en éprouver la pratique et d'approfondir ses recherches. Il construit les portes de ses ruches d'essai en verre afin de mieux observer le mode de vie des abeilles.

### Controverse sur la parthénogénèse des faux-bourdons (1853-1863)
En 1853, Berlepsch prend la défense de Jan Dzierzon, dans sa correspondance avec celui-ci, ainsi que dans la revue spécialisée Eichstädter Bienenzeitung, à propos de la découverte scientifique de ce dernier de la parthénogenèse des faux-bourdons issus d'œufs non fécondés. L'Église catholique considère cette théorie blasphématoire. 
La controverse va durer dix ans. Afin de soutenir Dzierzon, Berlepsch sollicite l'aide des plus grands spécialistes des sciences naturelles. En 1855, les professeurs Rudolf Leuckart et Carl Theodor von Siebold prouvent cette théorie à l'aide de microscopes,.

Inventions d'August von Berlepsch
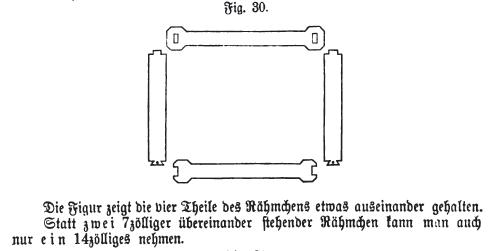
Croquis du cadre amovible (tiré de la monographie: Die Biene u. ihre Zucht mit beweglichen Waben)
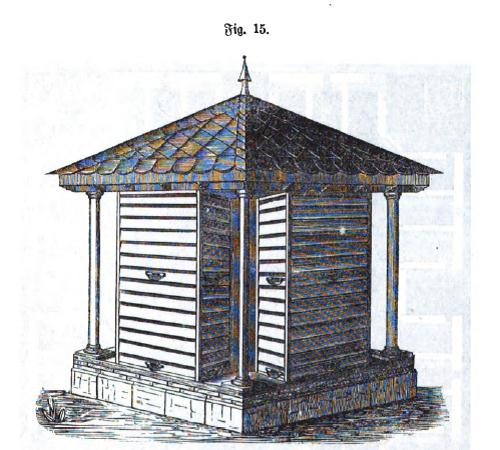
Ruche d'observation à trois étages (tiré de la monographie: Die Biene u. ihre Zucht mit beweglichen Waben)

## Publications
- 1860: Les abeilles et leur élevage dans des ruches dans des zones sans récolte tardive
- 1860: Les abeilles et l'apiculture dans les zones à faible rendement en miel selon la position actuelle de la théorie et de la pratique,  en ligne
- 1875: L'apiculture selon son point de vue rationnel actuel